# Wereldkampioenschappen schaatsen afstanden 2019 - Ploegenachtervolging mannen
De ploegenachtervolging mannen op de wereldkampioenschappen schaatsen afstanden 2019 op vrijdag 8 februari 2019 in het ijsstadion Max Aicher Arena in het Duitse Inzell.

## Uitslag
| #      | Land       | Naam                                                    | Tijd      |
| ------ | ---------- | ------------------------------------------------------- | --------- |
| Goud   | Nederland  | Marcel Bosker Douwe de Vries Sven Kramer                | 3.38,43BR |
| Zilver | Noorwegen  | Håvard Bøkko Sindre Henriksen Sverre Lunde Pedersen     | 3.40,80   |
| Brons  | Rusland    | Aleksandr Roemjantsev Danila Semerikov Sergej Trofimov  | 3.41,31   |
| 4      | Japan      | Seitaro Ichinohe Ryosuke Tsuchiya Shane Williamson      | 3.41,96   |
| 5      | Canada     | Jordan Belchos Ted-Jan Bloemen Antoine Gélinas-Beaulieu | 3.43,04   |
| 6      | Italië     | Andrea Giovannini Michele Malfatti Nicola Tumolero      | 3.44,18   |
| 7      | Zuid-Korea | Chung Jae-won Kim Min-seok Um Cheon-ho                  | 3.48,83   |
| 8      | Kazachstan | Maksim Baklashkin Demyan Gavrilov Dmitry Morozov        | 3.48,88   |

2005 · 
2007 · 
2008 · 
2009 · 
2011 · 
2012 · 
2013 · 
2015 · 
2016 · 
2017 · 
2019 · 
2020 ·
2021 ·
2023 ·
2024 ·
2025